# Serie 030-2107 de Renfe
La 030-2107 de RENFE fue una serie de locomotoras de vapor del tipo 030 que estuvo en servicio con la Red Nacional de los Ferrocarriles Españoles, aunque con anterioridad a 1941 había pasado por distintas compañías. Solo un ejemplar de la serie llegó a operar con RENFE, el cual actualmente se conserva en el Museo del Ferrocarril de Madrid.

## Historia
Entre 1860 y 1864 la Compañía de los Caminos de Hierro del Norte de España adquirió en Francia varias decenas de locomotoras del tipo 120, formando la  serie 1301 a 1386 de «Norte». En la década de 1870 la Compañía del Ferrocarril de Medina del Campo a Salamanca (MCS) adquirió a la compañía del «Norte» varias locomotoras de esta serie para operar en la línea Medina del Campo-Salamanca, inaugurada en 1877. Una de ellas —la n.º 9— sería modificada y reconvertida al tipo 030.
La serie se integró en la Compañía Nacional de los Ferrocarriles del Oeste de España en 1928. La locomotora n.º 119 de «Oeste» —antigua locomotora n.º 9 de MCS— fue la única que llegaría a funcionar bajo RENFE a raíz de la nacionalización de los ferrocarriles de ancho ibérico en 1941, siendo renumerada como RENFE 030-2107. Tras quedar fuera de servicio, esta locomotora quedó apartada durante muchos años en el depósito de la estación de Cuenca.
En la actualidad la locomotora se encuentra conservada en el Museo del Ferrocarril de Madrid.